# 홍민구
홍민구(洪敏球, 1975년 4월 12일 ~ )는 전 KBO 리그 현대 유니콘스의 투수이다.

## 선수 시절

### 현대 유니콘스시절
1998년에 입단하였다.

## 야구선수 은퇴 후
2015년부터 고양 다이노스에서 코치로 활동했다. 그러나 2018년에 NC 다이노스가 창단 첫 최하위에 그치자 이에 따른 문책성 해고를 당했고, 같은 해 말 팀을 떠나 고향 팀 롯데 자이언츠의 코치로 활동했다.

## 출신 학교
- 배정초등학교
- 부산대신중학교
- 부산상업고등학교
- 한양대학교